# Janowiec Wielkopolski
Janowiec Wielkopolski (niem. Janowitz) – miasto w Polsce położone w województwie kujawsko-pomorskim, w powiecie żnińskim, siedziba gminy miejsko-wiejskiej Janowiec Wielkopolski. W latach 1975–1998 miasto administracyjnie należało do województwa bydgoskiego. Miasto leży nad rzeką Wełną na skraju historycznej krainy Pałuki. Według danych GUS z 31 grudnia 2022 r. Janowiec Wielkopolski liczył 3725 mieszkańców.

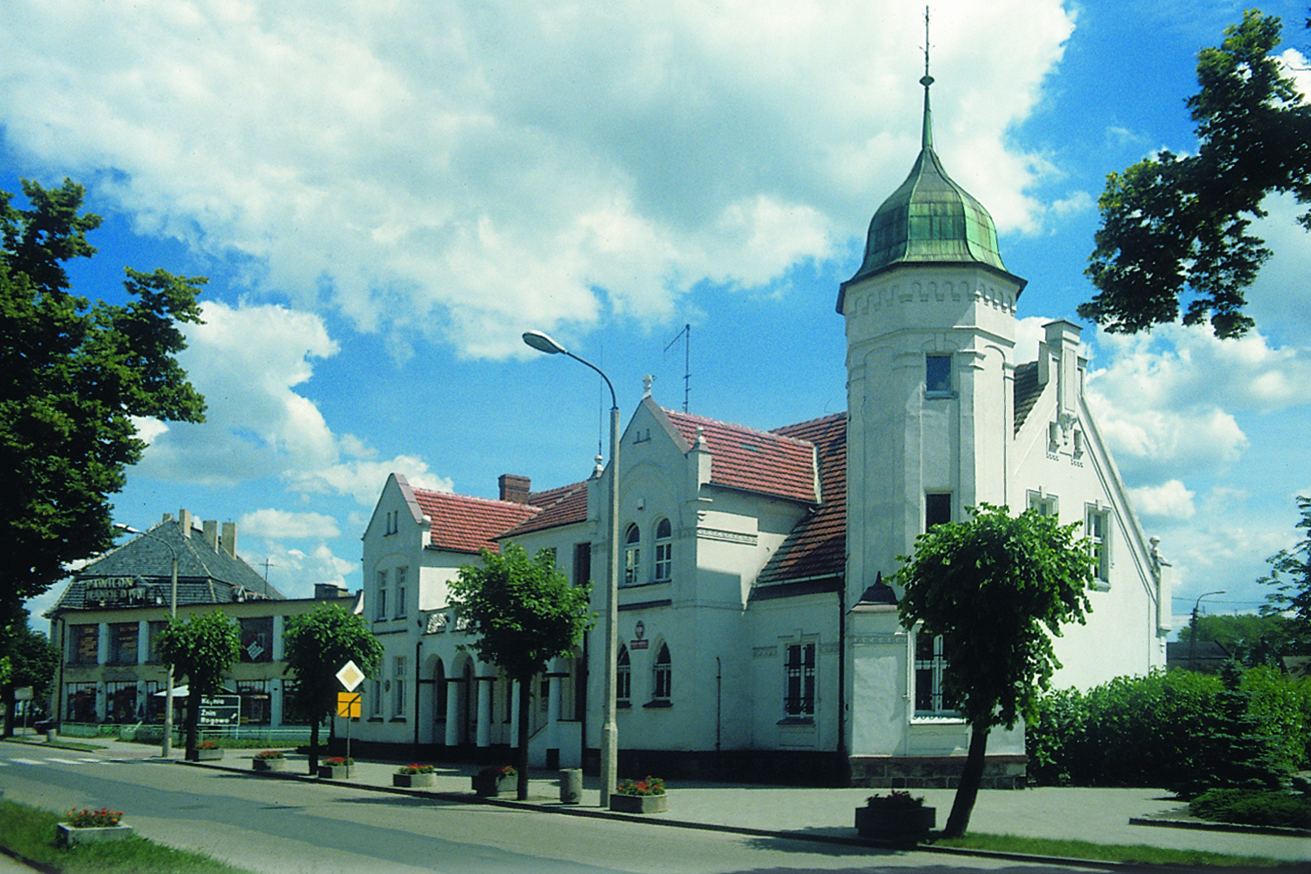
Ratusz w Janowcu Wielkopolskim

W promieniu 15 km od Janowca znaleźć można wiele jezior, co sprawia, że to małe miasteczko jest atrakcyjne turystycznie. Janowiec leży na terenach nizinnych. Na terenie miasta znajduje się wiele pomników przyrody.

## Historia
Pierwszym dokumentem pisanym, świadczącym o istnieniu Janowca, nazywanego wówczas Janowym Młynem, jest pochodzący z 1295 r. dokument wystawiony przez księcia wielkopolskiego Przemysła II, w którym nadaje on rycerzowi Wojciechowi, synowi Jana, prawo lokacyjne do Janowego Młyna na prawie niemieckim.
Na początku II połowy XV w., podczas wojny trzynastoletniej z zakonem krzyżackim, w 1458 r. miasto wystawiło dwóch pieszych zbrojnych rycerzy. Od XIV wieku było własnością prywatną i należało do licznych rodów wielkopolskich i pałuckich. Miastem prywatnym Leszczyków Janowskich został na początku XV wieku. W 1683 r. przez miasto wiódł szlak króla Jana III Sobieskiego podążającego na odsiecz Wiednia. Z końca XVII wieku pochodzi herb miasta przedstawiający Temidę – grecką boginię sprawiedliwości. Życie miasta znacznie ożywiło się po uruchomieniu linii kolejowej w 1887 r. Narodowowyzwoleńcza postawa mieszkańców Janowca uwidoczniła się podczas powstania 1848 r. Okres przed wybuchem I wojny światowej to dla Janowca wzmożona działalność w obronie polskości. Mieszkańcy Janowca brali udział w powstaniu wielkopolskim 1918/1919 r.
W latach 1954–1972 miasto nie należało ale było siedzibą władz gromady Janowiec.

## Gospodarka
Tereny wiejskie gminy są pokryte siecią wodociągów w 95%, natomiast miasto w 100%. W 1995 roku została uruchomiona w mieście nowoczesna oczyszczalnia ścieków wraz z przepompownią i kanalizacją wykonaną w 65%. W dalszym ciągu inwestycje w tej dziedzinie są kontynuowane. Miasto posiada nowoczesną sieć telekomunikacyjną. Abonenci telefoniczni na 1000 mieszkańców – 532. Na terenie miasta i gminy prowadzi działalność gospodarczą na podstawie wpisu do ewidencji działalności gospodarczej 510 podmiotów gospodarczych. Struktura prowadzonej działalności gospodarczej przedstawia się następująco:
- placówki handlowe – 182,
- produkcja wyrobów przemysłowych – 15,
- produkcja wyrobów spożywczych – 12,
- usługi transportowe – 42,
- zakłady produkcyjno-usługowe – 32,
- biura konstrukcyjne – 1,
- inne – 343.

Do ważniejszych zakładów prowadzących działalność produkcyjną należą: Wytwórnia Pasz GOLPASZ, Gorzelnia w Świątkowie, Przetwórnia Ryb, Wytwórnia Styropianu ANDAR, Pałucka Drukarnia Opakowań, TIBRO JV. Spółka z o.o., Firma GRAFORM – Zakład II – produkcja mebli.
Rolnictwo na obszarze gminy Janowiec Wielkopolski stanowi jedną z głównych dziedzin produkcji. Gmina od lat jest wiodącą w regionie w produkcji wysokojakościowego żywca wieprzowego, który przetwarzany jest w miejscowym Zakładzie Przemysłu Mięsnego Ławniczak Maria Sp.j. Gmina Janowiec Wlkp. jest doskonałym miejscem do powstawania wielkich składów, hurtowni i magazynów oraz budowy nowych zakładów, przedsiębiorstw, w tym z zakresu przetwórstwa rolno spożywczego w oparciu o nowoczesną bazę – potencjał jaki stanowią janowieccy rolnicy o bardzo wysokich kwalifikacjach. W produkcji rolniczej przeważa uprawa zboża i hodowla trzody chlewnej oraz bydła. W gminie gospodaruje około 830 rolników. Na terenie gminy, w miejscowości Miniszewo, istnieje Rolnicza Spółdzielnia Produkcyjna „Wspólny Łan”.

## Demografia
Według danych z 31 grudnia 2022 r., miasto miało 3725 mieszkańców.

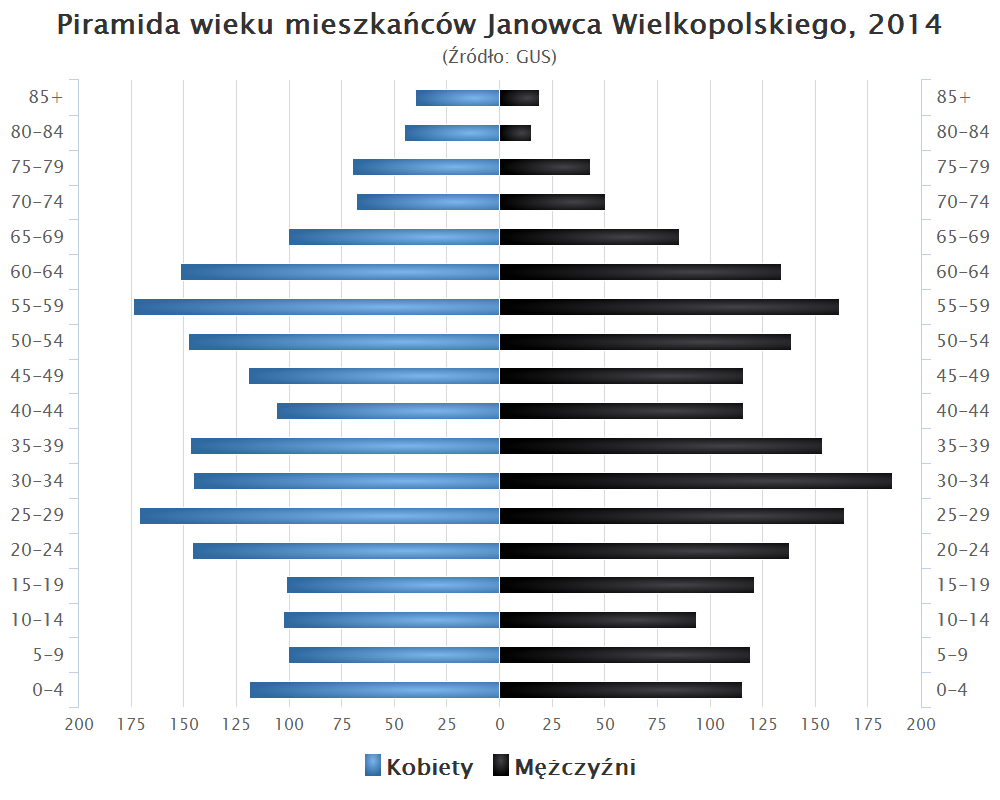
Piramida wieku mieszkańców Janowca Wielkopolskiego w 2014 roku

## Zabytki

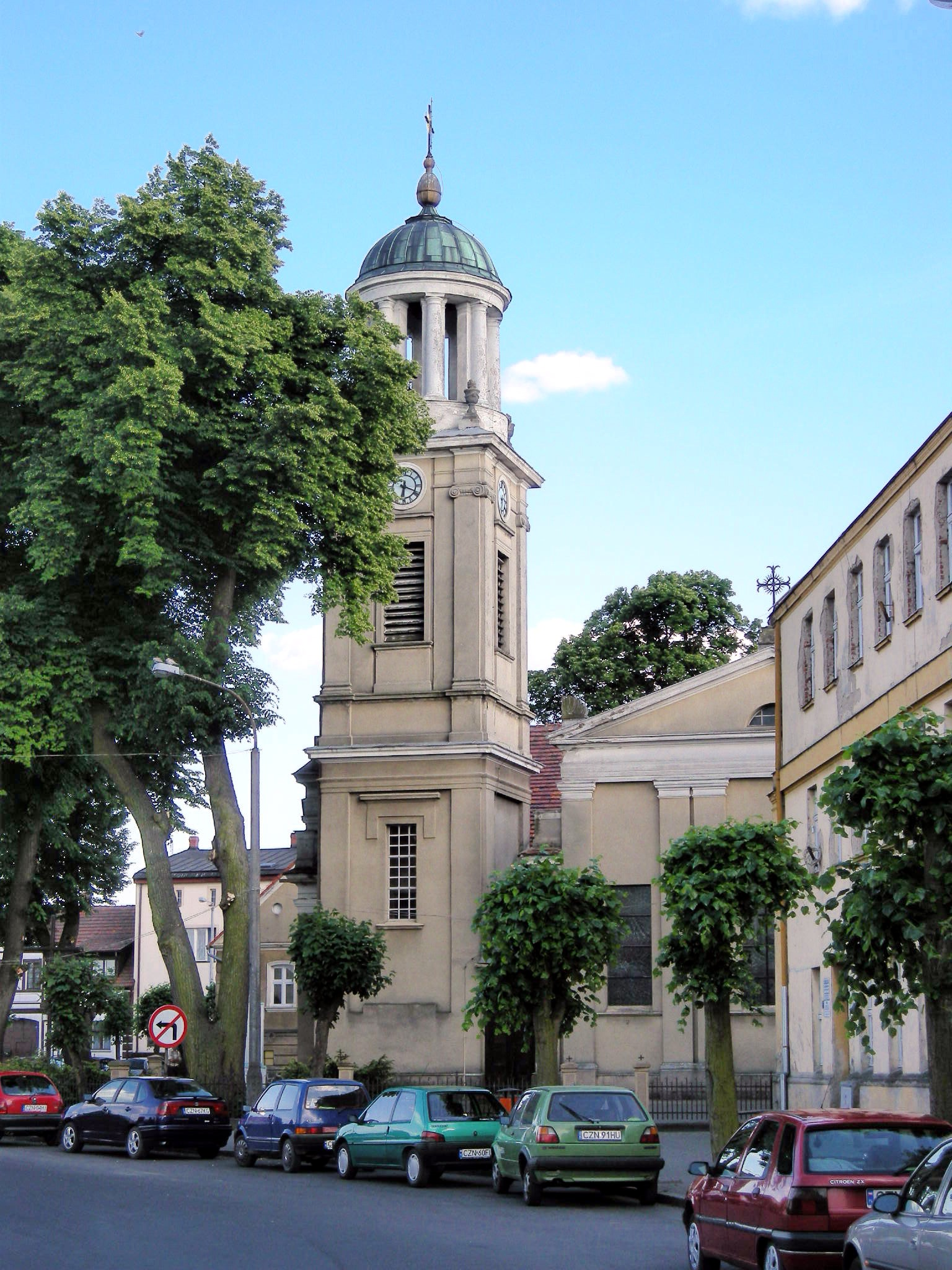
Kościół pw. św. Mikołaja

Zabytki w Janowcu Wielkopolskim są wpisane do gminnej ewidencji zabytków. Są to m.in.:
- późnoklasycystyczny kościół pw. św. Mikołaja z 1840 rozbudowany w 1922–1924
- szachulcowa kaplica cmentarna św. Barbary z 1853 roku
- pałac eklektyczny z II połowy XIX wieku
- budynek Ratusza Miejskiego z przełomu XIX i XX wieku
- budynek dworca kolejowego z końca XIX wieku
- budynek poczty z początku XX wieku
- budynek dawnego wójtostwa z początku XX wieku
- cmentarz żydowski z XIX/XX wieku[3].

## Edukacja
- Szkoła Podstawowa im. Tadeusza Kościuszki
- Gimnazjum Publiczne im. Powstańców Wielkopolskich (po reformie systemu oświaty z 2017 roku część szkoły podstawowej)
- Zespół Szkół Niepublicznych im. Jana Szatowskiego

## Sport
Miasto posiada 3 sale gimnastyczne dobrze wyposażone w sprzęt sportowy, stadion miejski z dwoma boiskami piłkarskimi, bieżnię lekkoatletyczną, ścieżkę zdrowia, strzelnicę i kort tenisowy. Drugi kort tenisowy zlokalizowany jest przy nowoczesnej sali gimnastycznej Zespołu Szkół Ponadgimnazjalnych. Od 28 maja 1989 roku organizowany jest ogólnopolski bieg uliczny im. Tomasza Hopfera.
W mieście działa także kilka klubów sportowych, m.in. Klub Piłkarski "Olimpia" Janowiec Wielkopolski, który szkoli dzieci i młodzież już od 4 roku życia, oraz Ludowy Klub Sportowy Sparta Janowiec Wielkopolski założony 10 maja 1925.